# Heinrich Göding

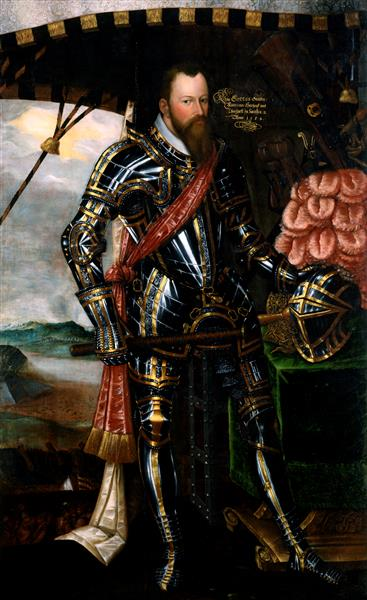
El elector Mauricio de Sajonia, óleo sobre lienzo, 210 x 132 cm, Dresde, Gemäldegalerie Alte Meister.

Heinrich Göding llamado el Viejo (Brunswick 1531-Dresde, 1606) fue un pintor renacentista alemán.

## Biografía y obra
Establecido en Dresde hacia 1563, fue pintor de la corte del príncipe elector Augusto de Sajonia y su pintor de cámara en 1570. Pintó al fresco entre 1586 y 1590 los esgrafiados del patio del Stallhof de Dresde a base de grutescos con divinidades mitológicas y figuras fantásticas, pinturas perdidas en su mayor parte al resultar seriamente dañado el edificio destinado a establo y espectáculos hípicos durante la Segunda Guerra Mundial. Pintó también para el mismo lugar y sobre tabla escenas de torneo con la participación del príncipe elector.
De Göding se conocen cuatro xilografías con cabezas compuestas a la manera de Giuseppe Arcimboldo y se le atribuyen en el Germanisches Nationalmuseum de Núremberg otros cuatro dibujos sobre papeles imprimados de colores con los Cuatro elementos representados del mismo modo, por la agregación de animales y objetos diversos relacionados con el elemento correspondiente.
De su trabajo como retratista se ha conservado un retrato póstumo del elector Mauricio de Sajonia en armadura, fechado en 1578 (Dresde, Gemäldegalerie Alte Meister), inscrito en la tradición del retrato cortesano de Tiziano y Antonio Moro.
Fue padre de dos hijos también pintores, Andreas y Heinrich.